# 幸浦出入口
幸浦出入口（さちうらでいりぐち）は、神奈川県横浜市金沢区にある首都高速道路湾岸線の出入口である。首都高速道路最南端のインターチェンジである。
ハーフICだが、本線は横浜横須賀道路金沢支線に直結しており、近接して並木ICが存在する。

## 道路
- 首都高速湾岸線(B01番)
- 国道357号

## 周辺

### 駅
- 金沢シーサイドライン（幸浦駅、産業振興センター駅）

### 施設
- 横浜・八景島シーパラダイス
- 海の公園
- 柴漁港
- 横浜金沢ハイテクセンター
- 横浜市立大学附属病院
- 日本発条

## 隣
首都高速湾岸線
（ E16 横浜横須賀道路金沢支線：(4-3) 並木IC） - (B01) 幸浦出入口 - 鳥浜町TB - (B02,B03) 杉田出入口